# Curtius (bière)
Pour les articles homonymes, voir Curtius.
La Curtius est une bière belge brassée à la Brasserie C, Microbrasserie de la Principauté à Liège en Belgique. Son logo est un C entre deux accolades.

## Caractéristiques
Il s'agit d'une bière blonde titrée à 7° brassée à partir de produits de première qualité, au goût léger et aux saveurs rafraichissantes. Composée de différents malts d’orge et de froment, sa base lui confère une légèreté agréable tandis que l’assemblage de fleurs de houblons aromatiques lui donne une saveur subtilement amère, fleurie et fruitée. Il est conseillé de la servir entre 6 et 8 °C en évitant de verser le fond.
Elle est conditionnée en bouteille de 37,5 cl ainsi qu'en fût.

## Histoire

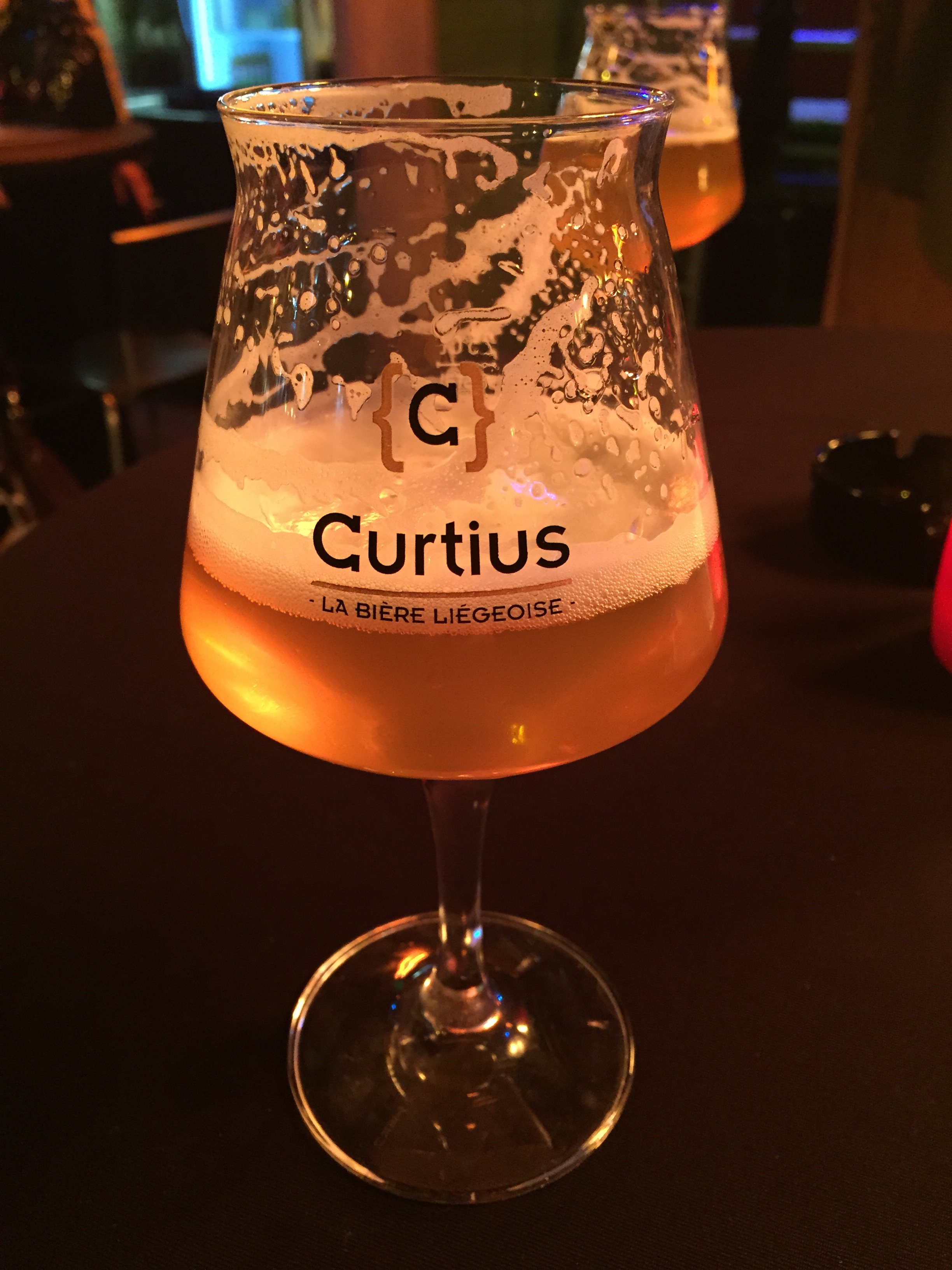
Un verre de Curtius

C’est durant leurs études en agroalimentaire que Renaud Pirotte et François Dethier décident de créer une bière liégeoise.  Vainqueurs de la première édition de l'émission Starter produite par la RTBF, les deux entrepreneurs ont pu réaliser leur projet en acquérant un local industriel situé en plein centre historique de Liège dans l'impasse des Ursulines, au pied de la montagne de Bueren. En janvier 2013, ils ont aussi été élus Managers liégeois de l'année 2012.
En 2016, la brasserie emploie 9 équivalents temps pleins pour un chiffre d'affaires de 1,25 million d'euros en distribuant 2 500 hectolitres de bières, 1 100 brassés par Curtius, le reste par les brasseries Trois Fourquets et Belgo Sapiens. L'objectif de l'entreprise étant de brasser la totalité de ses bières d'ici 2020.